# Новалезская хроника

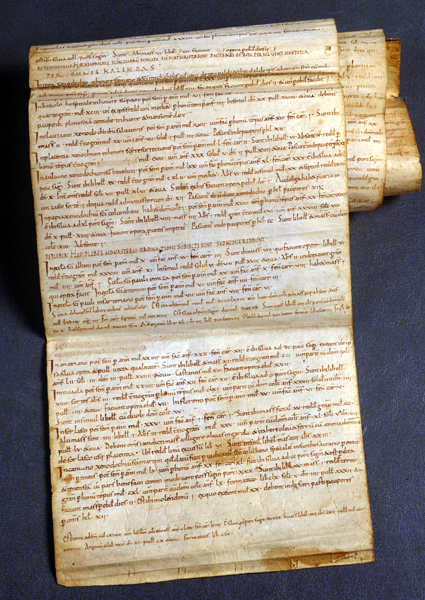

Новале́зская хро́ника (лат. Chronicon Novaliciense, итал. Cronaca di Novalesa) — латиноязычная хроника XI века, описывающая события, связанные с Новалезским аббатством.

## Описание
Оригинал рукописи «Новалезской хроники» хранится в Государственном архиве в Турине. Он представляет собой свёрнутый в рулон пергамент, сшитый из нескольких листов общей длиной двадцать восемь метров. Часть рукописи хроники была утеряна ещё в Средневековье.
В исторический оборот «Новалезская хроника» была введена Эммануэлем-Филибертом де Пингоном, в 1575 году опубликовавшим несколько фрагментов из неё. Первое полное издание хроники было осуществлено Андре Дюшеном в 1636 году.
«Новалезская хроника» — средневековый нарративный источник, в пяти книгах повествующий о истории Новалезского аббатства от его основания до середины XI века. Последнее точно датированное событие в хронике относится к 1027 году, однако описываются также и события, произошедшие позднее, вплоть до примерно 1050 года. Хроника написана анонимным автором, подвизавшимся в монастыре в селении Бреме. Предполагается, что главной целью составителя хроники было рассказать о славном прошлом Новалезского аббатства, недавно восстановленного после многолетнего запустения.
Основу «Новолезской хроники» составляют бытовавшие во времена автора предания. Из-за этого многие свидетельства хроники носят малодостоверный характер. В том числе, в хронике основание Новалезского аббатства отнесено ко временам римского императора Нерона, в то время как обитель в действительности была основана патрицием Прованса Аббоном в 726 году. Также в тексте хронике сохранились раннесредневековые итальянские легенды о Карле Великом и фрагменты эпоса о деяниях Вальтера Аквитанского. Одновременно в «Новалезской хронике» присутствуют и достоверные сведения, в первую очередь, о разорении аббатства в 906 и 916 годах сарацинами.

## Издания
На латинском языке: Chronicon. — Monumenta novaliciensia vetustiora; raccolta degli atti e delle cronache riguardanti l’abbazia della Novalesa. — Roma: Forzanti e C., tipografi del Senato, 1901. — Vol. II. — 469 p.
На русском языке: Книга 1; книга 2; книга 3; книга 4; книга 5 (перевод издания 1846 года в Monumenta Germaniae Historica).